# الأشقياء (فلم)
الأشقياء فيلم دراما للمخرج أحمد السبعاوي عام 1984 وكتب القصة والسيناريو والحوار رفعت فريد. الفيلم من بطولة حسن عابدين، مديحة يسري، يونس شلبي، أبو بكر عزت، وصلاح السعدني  وتدور الأحداث حول القبطان راتب الذي يقترب من سن التقاعد ولا يملك المال اللازم لتأمين أبنائه وهو أيضا مصاب بمرض سرطان الرئة وأيامه في الدنيا أصبحت معدودة، فهل ينساق في خطة لتهريب المخدرات؟
صدر الفيلم إلى دور العرض المصرية في 23 يوليو 1984.
منح موقع قاعدة بيانات الأفلام العربية "السينما.كوم" الفيلم درجة 5/ 10.

## طاقم التمثيل
حسن عابدين: في دور القبطان راتب
يونس شلبي: في دور إمام راتب (خريج كلية الآداب قسم فلسفة ومدرس التربية الرياضية)
مديحة يسري: في دور صفية (زوجة القبطان راتب)
أبو بكر عزت: في دور نزيه بيه (رجل الأعمال الثري وزعيم عصابة التهريب)
صلاح السعدني: في دور هشام راتب (خريج كلية الهندسة ومهندس بشركة الحديد والصلب)
سيد زيان: في دور فرغلي راتب (مدرب الكاراتيه)
سوسن بدر: في دور إبتسام راتب (طالبة جامعية)
إيمان سركيس: في دور راندا (عضوة في عصابة التهريب)
حاتم ذو الفقار: في دور حسام (كابتن بحري)
وحيد سيف: في دور توفيق (عضو عصابة التهريب)
إجلال زكي: في دور مرمر (حبيبة إمام راتب)
علي الشريف: في دور سائق سيارة الأجرة
ناهد رشدي: في دور راوية
زيزي مصطفى: في دور الراقصة
بالاشتراك مع: الطوخي توفيق – نصر سيف – نادية شمس الدين – محمد أبو حشيش – عبد العزيز عيسى – عثمان عبد المنعم – يوسف عيد.

## أحداث الفيلم
يقترب موعد إحالة القبطان راتب (حسن عابدين) إلى التقاعد وهو الذي لم يدخر ولا يكلك حسابات في البنوك، ويكفيه أنه قام على رعاية أبنائه حيث تخرج ابنه هشام (صلاح السعدني) من كلية الهندسة وعمل بشركة الحديد والصلب وخطب زميلته راوية (ناهد رشدي) ويأمل أن يساعده والده في إيجاد شقة للزواج، وابنه فرغلي (سيد زيان) مدرب الكراتيه ويأمل أن يساعده والده بجمنيزيوم خاص يفتحه لحسابه، وابنه إمام (يونس شلبي) المتخرج بكلية الآداب قسم فلسفة ويعمل مدرسا للتربية الرياضية، اما إبتسام (سوسن بدر) فما زالت بالجامعة، ويحبها الكابتن حسام (حاتم ذوالفقار) زميل والدها، وهو أيضاً يعاني من ضيق ذات اليد. يكتشف راتب إصابته بسرطان الرئة ويخبره الطبيب حمدي (حمدي يوسف) بأن أيامه في الحياة لن تكون أكثر من سنة واحدة. وتقف الزوجة الوفية صفية (مديحة يسري) مساندة لزوجها القبطان، وأيضاً صديقه نزيه بيه (أبو بكر عزت) رجل الأعمال الثري، وهو في حقيقة الأمر زعيم عصابة تهريب خطيرة، وعندما علم أن القبطان راتب يمر من الجمارك دون تفتيش، أوعز لفرد عصابته توفيق (وحيد سيف) بعرض مبلغ 100 ألف جنيه على راتب مقابل تمرير حقيبة مخدرات قيمتها 4 مليون جنيه. ضعف راتب أمام إغراء المال اللازم لمستقبل ابناءه، وقبل الرشوة، ولكنه وأثناء الرحلة عاد إلى صوابه وألقى الحقيبة في البحر. تعرف إمام على الفتاة الهوائية مرمر (إجلال زكي) المخطوبة في السابق لشاب يوسعها ضرباً كلما رآها بصحبة إمام، بينما تعرف فرغلي على راندا (إيمان سركيس) وهي عضوة في عصابة نزيه. اعتقدت العصابة أن راتب استولى على الحقيبة، فتم خطفه ومعه زوجته صفية، التى أطلقوا سراحها، بعد أن التقطت رقم سيارة الأجرة المستخدمة في الخطف وسائقها (علي الشريف) وأبلغت أبنائها الذين تنكروا في عدة شخصيات من متسولين وتجار وضباط شرطة للبحث عن صاحب سيارة الأجرة التي اكتشفوا أنها مسروقة. يتم القبض عليهم ولكن نزيه توسط لإخراجهم، ثم عرض على صفية هانم شراء قطعة الأرض التي تملكها لفك أسر زوجها بدفع الفدية، ولكنها شكت في نزيه فأبلغت الشرطة. أحست راندا بخطأ انضمامها للعصابة وساعدت فرغلي،على تهريب راتب، ومساعدة الأخوة في تسهيل مهمة الشرطة للقبض على العصابة ونزيه اثناء تسليم الفدية.

## وصلات خارجية
- مقالات تستعمل روابط فنية بلا صلة مع ويكي بيانات
- الأشقياء على موقع الدهليز
- الأشقياء على موقع كاروهات